# Golpe de Estado en Birmania de 2021
El golpe de Estado en Birmania de 2021 comenzó la mañana del 1 de febrero cuando los miembros elegidos democráticamente del partido gobernante de Birmania, que es la Liga Nacional para la Democracia, en el gobierno civil fueron depuestos por el ejército de Birmania, que otorgó el poder a una estratocracia. El Tatmadaw declaró el estado de emergencia durante un año y declaró que el poder había recaído en el comandante en jefe de las fuerzas armadas, Min Aung Hlaing. El golpe de Estado ocurrió el día antes de que el Parlamento de Birmania jurara a los miembros electos en las elecciones generales de noviembre de 2020, evitando que esto ocurriera. El presidente Win Myint y la consejera de Estado Aung San Suu Kyi fueron detenidos, junto con los ministros y sus diputados y miembros del Parlamento.

## Antecedentes
Birmania se ha visto acosada por la inestabilidad política desde que declaró su independencia de Gran Bretaña en 1948. Entre 1958 y 1960, el ejército formó un gobierno provisional temporal a instancias de U Nu, el primer ministro elegido democráticamente del país, para resolver luchas internas. Los militares restauraron voluntariamente el gobierno civil después de la celebración de las elecciones generales birmanas de 1960. Menos de dos años después, los militares tomaron el poder en el golpe de 1962 y, bajo el liderazgo de Ne Win, precipitaron 26 años de gobierno militar.
En 1988, estallaron protestas a nivel nacional en el país. Apodado el Levantamiento 8888, el malestar civil fue provocado por la mala gestión económica, lo que llevó a Ne Win, el gobernante de facto del país, a dimitir. En septiembre de 1988, los principales líderes militares formaron el Consejo de Restauración de la Ley y el Orden del Estado (CRLOE), que tomó el poder. Aung San Suu Kyi, la hija del fundador moderno del país, Aung San, se convirtió en una notable activista a favor de la democracia durante este período. En 1990, los militares permitieron elecciones libres, porque creían que contaban con el apoyo popular. Resultó en una victoria aplastante para el partido de Suu Kyi. Sin embargo, los militares se negaron a ceder el poder y la pusieron bajo arresto domiciliario.
El ejército permaneció en el poder otros 22 años hasta 2011, siguiendo la Hoja de ruta del ejército para una democracia floreciente de la disciplina, durante la cual se redactó la Constitución de Birmania de 2008. Entre 2011 y 2015, comenzó una transición democrática tentativa y las elecciones celebradas en 2015 dieron como resultado una victoria para el partido de Suu Kyi, la Liga Nacional para la Democracia. Sin embargo, los militares retuvieron un poder sustancial, incluido el derecho a nombrar a una cuarta parte de los miembros del parlamento.
El golpe de 2021 se produjo tras las elecciones generales del 8 de noviembre de 2020, en las que la Liga Nacional para la Democracia obtuvo 396 de los 476 escaños en el parlamento, un margen de victoria aún mayor en comparación con las elecciones de 2015. El partido delegado de los militares, el Partido Unión, Solidaridad y Desarrollo, obtuvo solo 33 escaños.
El ejército cuestionó los resultados, alegando que la votación fue fraudulenta. El intento de golpe se había rumoreado durante varios días, lo que provocó declaraciones de preocupación de potencias occidentales como Francia, Estados Unidos y Australia.

## Eventos
Un portavoz de la LND, Myo Nyunt, dijo que Suu Kyi, Win Myint, Han Tha Myint y otros líderes del partido habían sido «capturados» en una redada matutina. Nyunt agregó que también esperaba ser detenido en breve. Las líneas telefónicas a la capital, Naipyidó, no funcionaban, la televisión estatal MRTV dijo que no podía transmitir debido a «problemas técnicos» y se informó de interrupciones generalizadas de Internet a partir de las 3 a. m. Se vieron soldados en Naipyidó y la ciudad principal, Rangún.
Posteriormente, el ejército anunció en Myawaddy TV, controlado por el ejército, que había tomado el control del país durante un año. Una declaración firmada por el presidente en funciones Myint Swe declaró que la responsabilidad de «la legislación, la administración y el poder judicial» se había transferido a Min Aung Hlaing. El Consejo de Seguridad y Defensa Nacional, presidido por el presidente en funciones Myint Swe y al que asistieron altos oficiales militares, fue convocado, tras lo cual los militares emitieron una declaración declarando que se celebrarían nuevas elecciones y que el poder solo se entregaría después.

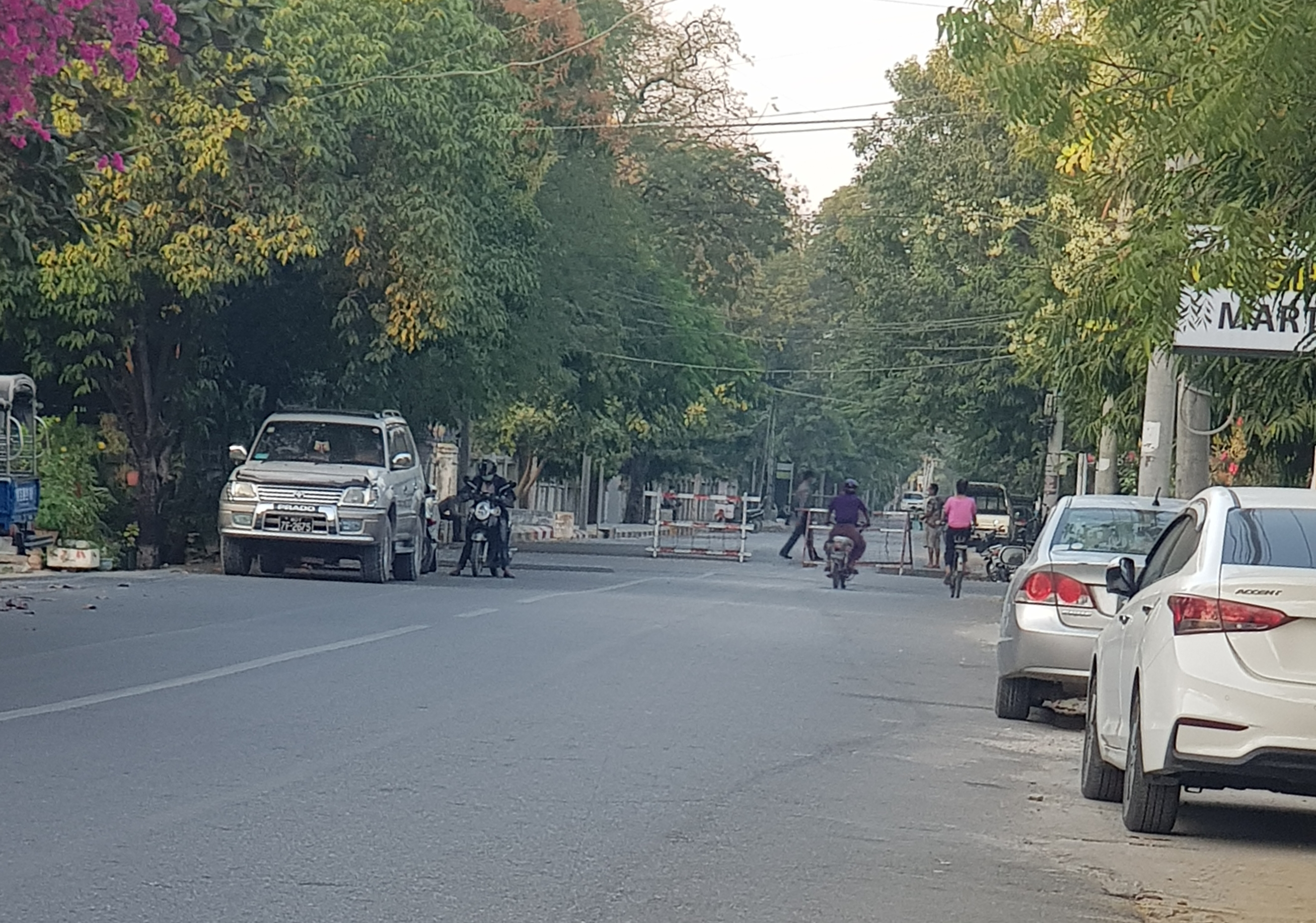
Militares bloqueando una oficina gubernamental de la región de Mandalay.

Todos los bancos miembros de la Asociación Bancaria de Birmania habían suspendido sus servicios financieros.
Los militares también anunciaron la destitución de 24 ministros y diputados, para los cuales se nombraron 11 suplentes.
El 2 de febrero de 2021, Min Aung Hlaing estableció el Consejo Administrativo del Estado, integrado por 11 miembros.
El 3 de febrero de 2021, la policía de Birmania presentó cargos penales contra Aung San Suu Kyi, acusándola de importar ilegalmente equipos de comunicaciones, después de una redada en su casa en la capital. La Ley de Exportación e Importación conlleva una posible pena de prisión de 3 años y/o una multa, y se utilizó anteriormente en 2017 para enjuiciar a periodistas por volar un dron sobre la Asamblea de la Unión.  Mientras tanto, Win Myint fue acusado de violar la Ley de Gestión de Desastres Naturales, específicamente por saludar a un convoy de la LDN que pasaba en septiembre de 2020, violando así las reglas contra la campaña electoral durante la pandemia de COVID-19.
El 6 de febrero de 2021, Sean Turnell, el asesor económico australiano del gobierno civil, fue arrestado.

## Base legal
La legalidad del golpe ha sido cuestionada por los juristas, incluida Melissa Crouch. Durante su anuncio del golpe, los militares invocaron los artículos 417 y 418 de la Constitución de 2008 como base legal para la toma del poder. Sin embargo, el artículo 417 de la Constitución sólo autoriza a un presidente en ejercicio a declarar el estado de emergencia, previa consulta con el Consejo de Seguridad y Defensa Nacional (CSDN). La declaración del estado de emergencia luego transfiere el poder legislativo, ejecutivo y judicial al Comandante en Jefe según el artículo 418. La mitad de los miembros del CSDN en el momento del golpe eran miembros civiles, incluido el presidente, el segundo vicepresidente elegido por civiles y los portavoces de las cámaras alta y baja. Los militares afirman que el CSDN fue convocado y presidido por Aung Min Hlaing, para invocar los artículos 417 y 418. Sin embargo, esta sesión se realizó en ausencia de los miembros civiles del CSDN, y no está claro si los militares tenían la autoridad constitucional para declarar unilateralmente un estado de emergencia, ya que la Constitución solo otorga al presidente la autoridad para declarar estados de emergencia.

## Motivos
Los motivos de los militares para el golpe siguen sin estar claros. Aparentemente, los militares habían dicho que un presunto fraude electoral amenazaba la soberanía nacional. Unos días antes del golpe, la Comisión Electoral de la Unión, dirigida por civiles, había rechazado categóricamente las denuncias de fraude electoral de los militares, citando la falta de pruebas para respaldar las afirmaciones de los militares de 8,6 millones de irregularidades en las listas de votantes en los 314 municipios de Birmania.
El golpe pudo haber sido impulsado por el objetivo de los militares de preservar su papel central en la política birmana. La Ley de Servicios de Defensa impone una edad de jubilación obligatoria de 65 años para el Comandante en Jefe de las Fuerzas Armadas. Min Aung Hlaing, el titular, se habría visto obligado a jubilarse en su 65 cumpleaños en julio de 2021. Además, la Constitución faculta únicamente al presidente, en consulta con el Consejo de Seguridad y Defensa Nacional, con la autoridad para nombrar al sucesor de Min Aung Hlaing, lo que podría haber brindado una oportunidad para que el brazo civil del gobierno designara a un oficial militar más reformista como Comandante en Jefe. La falta de poder de Hlaing lo habría expuesto a un posible procesamiento y rendición de cuentas por presuntos crímenes de guerra durante el conflicto rohingya en varios tribunales internacionales. Min Aung Hlaing también había insinuado una posible entrada en la política como civil, después de su jubilación.
El grupo activista de Justicia para Birmania también ha señalado los importantes intereses financieros y comerciales de Min Aung Hlaing y su familia, como un posible factor de motivación para el golpe. Min Aung Hlaing supervisa dos conglomerados militares, la Corporación Económica de Birmania (CEM) y Myanma Economic Holdings Limited, mientras que su hija, su hijo y su nuera tienen importantes participaciones comerciales en el país.

## Reacciones

### Interna
El 2 de febrero de 2021, trabajadores de la salud y funcionarios públicos de todo el país, incluida la capital nacional, Naipyidó, lanzaron una campaña nacional de desobediencia civil, en oposición al golpe. Un grupo de campaña de Facebook denominado «Movimiento de desobediencia civil» ha atraído a más de 170 000 seguidores desde su lanzamiento inicial el 2 de febrero. Los trabajadores de la salud de decenas de hospitales e instituciones estatales iniciaron una huelga laboral a partir del 3 de febrero. Al 3 de febrero, los trabajadores de la salud de más de 110 hospitales y agencias de salud han participado en el movimiento. Siete organizaciones de docentes, incluida la Federación de Docentes de Birmania, que cuenta con 100 000 miembros, se han comprometido a unirse a la huelga laboral. El personal del Ministerio de Relaciones Exteriores, anteriormente dirigido por Suu Kyi, también se ha sumado a la huelga. El 4 de febrero, en Naipyidó, los funcionarios del Ministerio de Agricultura, Ganadería y Riego realizaron una protesta. Min Ko Naing, un líder del Levantamiento de 8888, ha instado al público a adoptar una postura de "no reconocimiento, no participación" del régimen militar.
El 3 de febrero surgió un movimiento de boicot interno denominado campaña «Deje de comprar negocios de la Junta», que pedía el boicot de productos y servicios vinculados al ejército birmano. Entre los bienes y servicios seleccionados en la importante cartera de negocios del ejército birmano se encuentran Mytel, un operador de telecomunicaciones nacional, Mandalay y Dagon Beer, varias marcas de café y té, 7th Sense Creations, que fue fundada por la hija de Min Aung Hlaing,  y líneas de autobús. 71 ingenieros que trabajaban para Mytel en la región de Sagaing dimitieron en protesta.
Desde el inicio del golpe, los habitantes de centros urbanos como Rangún realizaron cacerolazos, golpeando ollas y sartenes al unísono todas las noches como un acto simbólico para ahuyentar el mal, en oposición al golpe. El 2 de febrero, algunos habitantes de Rangún organizaron una breve manifestación de protesta de 15 minutos a las 8 p. m., pidiendo el derrocamiento de la dictadura y la liberación de Suu Kyi. 6 de los 13 miembros del Comité de Desarrollo de la Ciudad de Mandalay, incluido el vicealcalde Ye Mon, dimitieron el 3 de febrero en protesta contra el golpe. El 4 de febrero, 30 ciudadanos protestaron contra el golpe, frente a la Universidad de Medicina de Mandalay, hecho que derivó en cuatro detenciones.

#### Apagón de internet
El 4 de febrero, se ordenó a los operadores de telecomunicaciones y proveedores de Internet en todo Birmania que bloquearan Facebook hasta el 7 de febrero, para garantizar la «estabilidad del país». MPT, un operador de propiedad estatal, también bloqueó los servicios de Facebook, Messenger, Instagram y WhatsApp, mientras Telenor Myanmar bloqueó solo Facebook. Facebook se había utilizado para organizar las huelgas laborales de la campaña de desobediencia civil y el movimiento de boicot emergente. Tras la prohibición de Facebook, los usuarios birmanos habían comenzado a acudir en masa a Twitter, popularizando hashtags como #RespetenNuestrosVotos, #EscuchenLaVozDeBirmania y #SalvenBirmania. El 5 de febrero, el gobierno extendió la prohibición de acceso a las redes sociales para incluir Instagram y Twitter. En la mañana del 6 de febrero, las autoridades militares iniciaron un corte de internet en todo el país.

#### Reacciones comerciales
Amata, el mayor desarrollador de polígonos industriales de Tailandia, detuvo un proyecto de desarrollo de una zona industrial de 1000 millones de dólares en Rangún en respuesta al golpe, después de comenzar la construcción en diciembre de 2020. Suzuki Motor, el mayor fabricante de automóviles de Birmania, y varios fabricantes detuvieron sus operaciones internas a raíz del golpe. La Bolsa de Valores de Rangún también ha suspendido la negociación de acciones desde el 1.º de febrero. El mercado inmobiliario de Birmania colapsó como resultado del golpe, y las transacciones de compra y venta cayeron casi un 100 por ciento. El 4 de febrero, la multinacional petrolera francesa Total SE anunció que estaba revisando el impacto del golpe en sus operaciones y proyectos nacionales. El 25 de febrero del 2021 Reino unido anuncio sanciones a Min Aung Hlaing y a otros 5 miembros de la junta militar, al mismo tiempo prohibió temporalmente a las empresas británicas en Birmania tener negocios con empresas bajo control militar.

### Internacionales

Condenaron el golpe
Profundamente preocupados
Posición neutral
Birmania
Sin posición pública

Varios países, incluidos Bangladés, India, Indonesia, Japón, México, Malasia, China, Corea del Sur, y Singapur, expresaron su preocupación en respuesta al golpe, muchos de los cuales alentaron el diálogo entre el gobierno y los militares para resolver el problema. Australia, Nueva Zelanda, España, Turquía, Reino Unido, y Estados Unidos por su parte condenaron el golpe y pidieron la liberación de los funcionarios detenidos; la Casa Blanca también amenazó con imponer sanciones a los golpistas. Camboya, Filipinas y Tailandia se negaron explícitamente a apoyar a un bando, categorizando el golpe como un asunto interno.
Las organizaciones intergubernamentales, incluidas las Naciones Unidas, ASEAN, y la Unión Europea expresaron su preocupación y pidieron el diálogo de ambas partes. Además de la preocupación, la Unión Europea también condenó el golpe e instó a la liberación de los detenidos.
El Consejo de Seguridad de la ONU celebró una reunión de emergencia en respuesta al golpe donde se presentó un proyecto de resolución que instaba a la «restauración de la democracia» en Birmania, condenaba la acción del ejército de Birmania y pedía la liberación de los detenidos. La declaración no se emitió debido a que no logró obtener el apoyo de los 15 miembros del consejo; los diplomáticos de China y Rusia tienen que transmitir el borrador a los respectivos gobiernos para su revisión. China y Rusia, como miembros permanentes del consejo y por lo tanto con poder de veto, se negaron a respaldar la declaración.

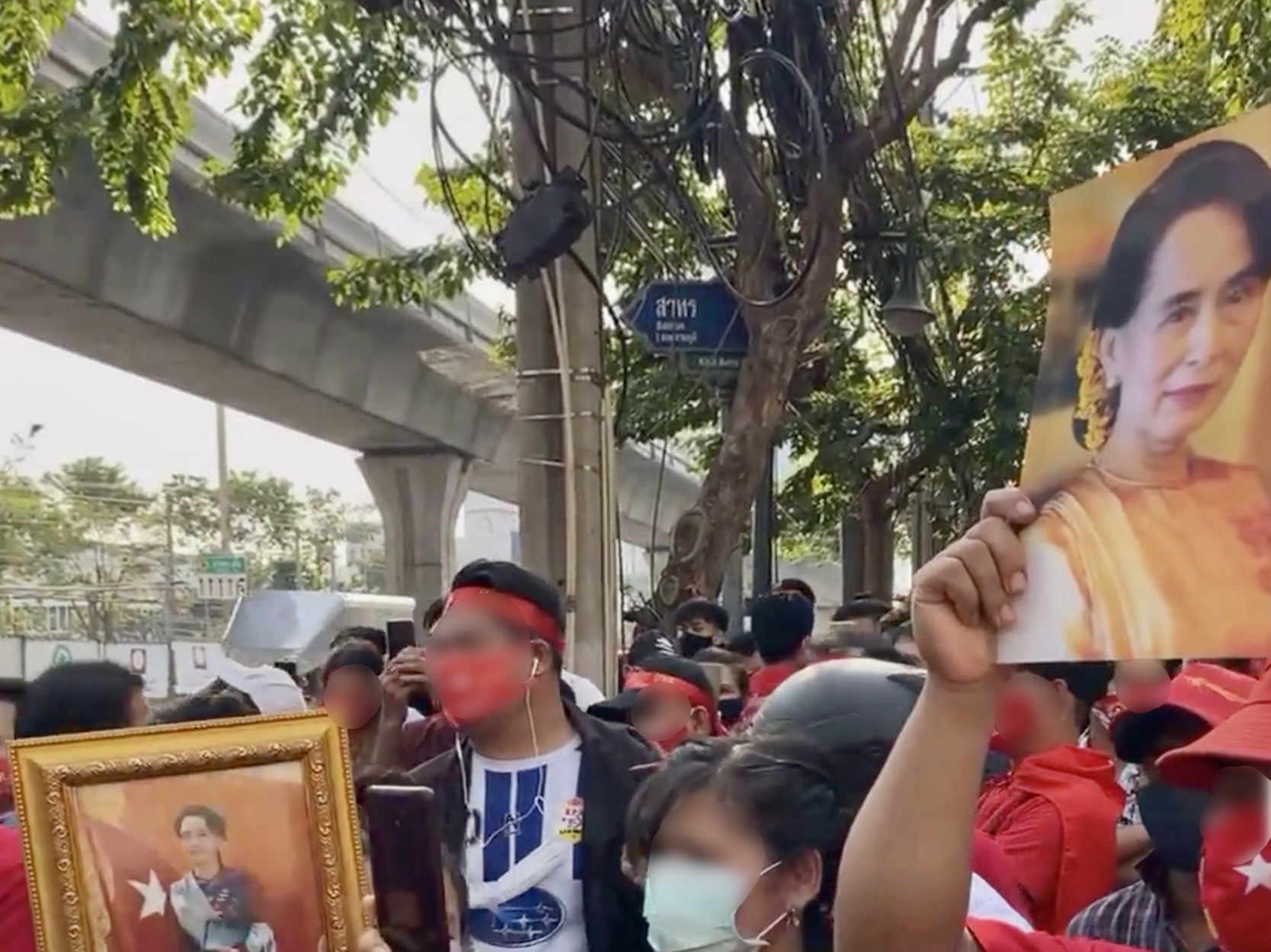
Una protesta contra el golpe en el extranjero en la embajada de Birmania en Bangkok, Tailandia.

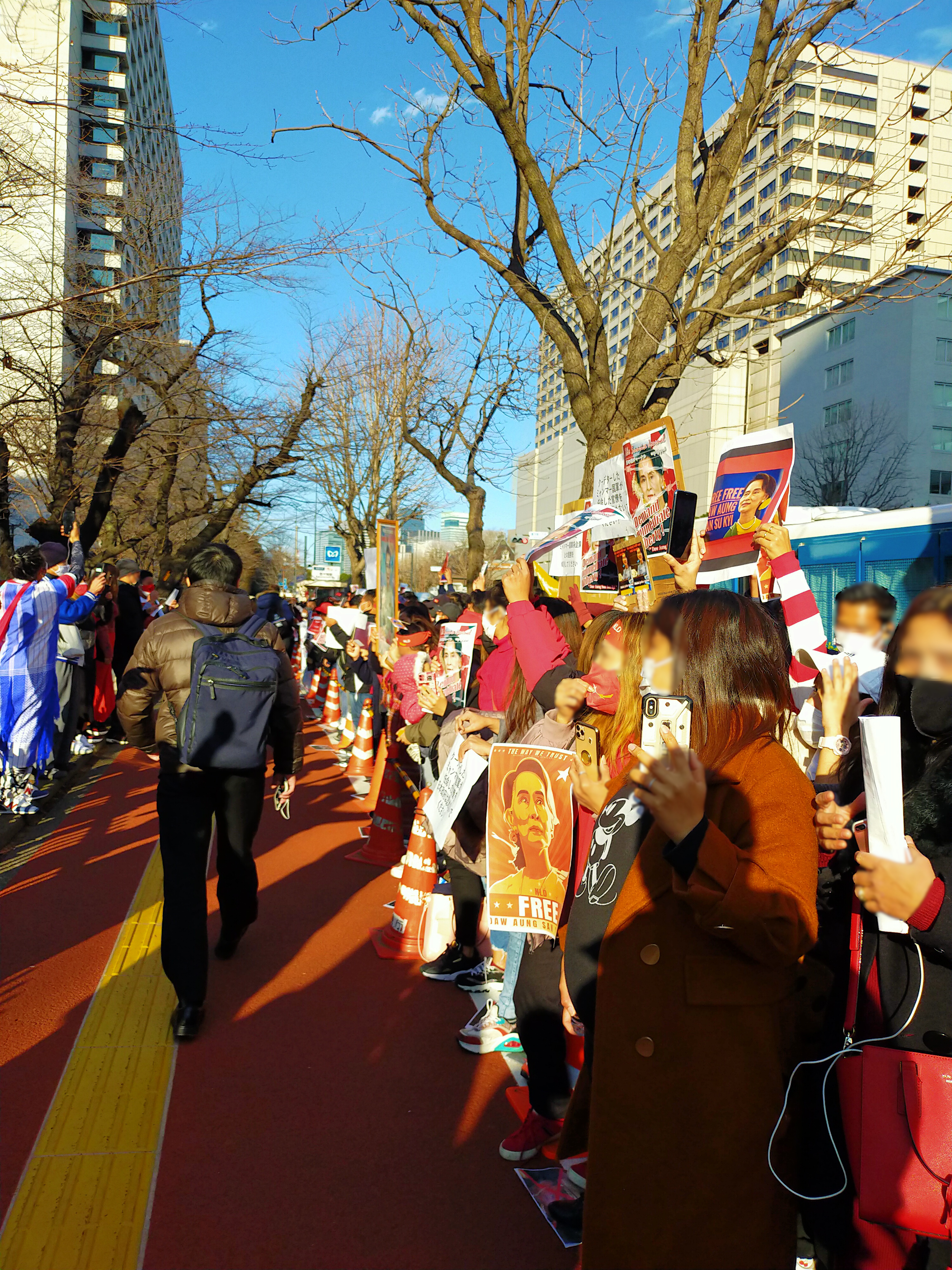
3000 manifestantes en Kasumigaseki, Tokio, Japón.

Un grupo de unos 200 inmigrantes birmanos y algunos activistas tailandeses a favor de la democracia, incluidos Parit Chiwarak y Panusaya Sithijirawattanakul, protestaron por el golpe en la embajada birmana en Sathon Nuea Road en Bangkok, Tailandia. Según los informes, algunos manifestantes mostraron el saludo de tres dedos, el símbolo utilizado en las protestas en favor de la democracia en Tailandia. La protesta terminó con una represión policial; dos manifestantes resultaron heridos y hospitalizados, y otros dos fueron arrestados. Los ciudadanos birmanos en Tokio, Japón, se reunieron frente a la Universidad de Naciones Unidas para protestar contra el golpe. El 3 de febrero, más de 150 estadounidenses birmanos protestaron frente a la Embajada de Birmania en Washington  D. C. Kirin, la empresa matriz de Lion Australia, cortó todos los vínculos con el Tatmadaw a raíz del golpe.
La Policía de Singapur ha emitido advertencias contra los extranjeros que planean participar en protestas contra el golpe de Estado de Birmania en Singapur.